# Charles Cross
Charles Allen Cross (Ciudad de Westminster, 5 de octubre de 1849 – 23 de diciembre de 1920) fue un cochero británico que descubrió el cadáver de Mary Ann Nichols, aparentemente la primera víctima del asesino en serie Jack el Destripador.
En 2000 el ripeólogo Derek Osborne sugirió que el infame asesino podría haber sido Cross, en un número de la revista Ripperana, ya que fue descubierto junto a la víctima. La posible culpabilidad del cochero fue discutida más a fondo por Michael Connor, en cuatro números de The Ripperologist.
En 2014 el periodista Christer Holmgren y el criminólogo Gareth Norris exploraron el caso en su contra en el documental de Channel Five, Jack the Ripper: The Missing Evidence. En 2021 Holmgren produjo un libro en el que Cross es vinculado no solo a los asesinatos de Whitechapel, sino también a la serie de crímenes del supuesto descuartizador del Támesis.

## Biografía
Fue hijo de John Allen Lechmere y Maria Louisa Roulson. Nunca conoció a su progenitor, por lo cual usaba el apellido de un padrastro: Cross.
Tuvo un «hogar roto» mientras crecía, habiendo tenido dos padrastros y la inestabilidad de la residencia, ya que se crio en una serie de hogares diferentes.
Se casó con Elizabeth Bostock en 1870 y tuvieron doce hijos. Trabajó para la compañía Pickfords durante más de dos décadas y murió a la edad de 71 años.

## Testigo

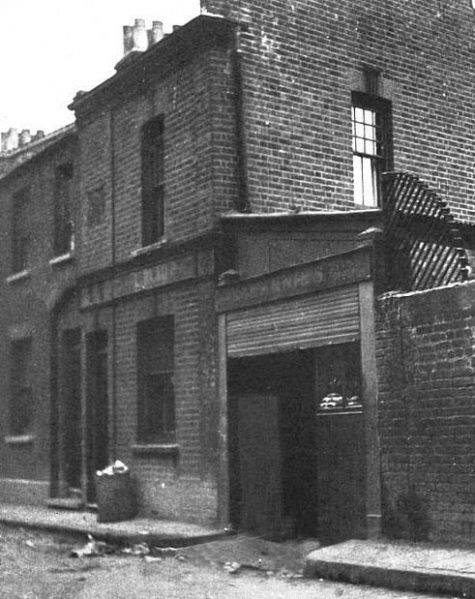
Calle Durward, Cross halló el cadáver de Nichols frente a las puertas.

En la madrugada del 31 de agosto de 1888, Cross se dirigía a su trabajo caminando por la calle Durward cuando descubrió el cuerpo de Mary Ann Nichols a las 3:40. Robert Paul, quien caminaba una distancia atrás, vio a Cross: «de pie donde estaba la mujer».
Tras ver a Paul, Cross lo llamó para mirar a la mujer. Ambos alertaron al agente de policía Jonas Mizen, Cross informó que la mujer parecía estar muerta; indicando que posiblemente también podía estar ebria y se fueron a trabajar.
Robert Paul declaró a la policía que había encontrado el cadáver de Nichols con otro cochero, Charles Cross. Se interrogó a Cross solo una vez e inmediatamente fue descartado como sospechoso. Ninguno de los dos hombres describió sangre, pero para cuando el agente Mizen llegó a Nichols poco después, la sangre se había acumulado alrededor de su cuello, lo que sugiere a algunos que el corte en su garganta era muy fresco cuando Cross y Paul estaban presentes. Además, ninguno de los dos hombres informó haber visto o escuchado a nadie más en la calle Durward, que por entonces no tenía salidas laterales.

## Sospechoso
Nunca fue señalado por las personas de su época y las pruebas contra él son solo circunstanciales. Ampliamente es descartado como el posible perpetrador.
Se especula que Cross pudo haber asesinado a Nichols y comenzó a mutilar su cuerpo cuando de repente escuchó el sonido de los pasos de Paul; luego rápidamente le bajó la ropa para cubrir sus heridas y se retrató a sí mismo como el descubridor del cadáver. El documental de televisión de 2014 también señala que Cross no apareció en la investigación hasta después de que Paul lo citó en la prensa; en el sentido de que otro hombre había estado presente.
En la investigación del siglo XXI se descubrió que Cross legalmente siempre fue Lechmere; el apellido de un padrastro muerto hace mucho tiempo y no se podía encontrar a nadie llamado Cross en los registros del censo para la dirección que proporcionó, lo que significa que su verdadera identidad fue un misterio durante más de un siglo.
Las ubicaciones de su casa y el lugar de trabajo, lo colocan en las cercanías de varios asesinatos del Destripador y otros asesinatos no canónicos. Sus rutas lógicas más cortas al trabajo, una que pasa por Hanbury Street, la otra por Old Montague Street, harían que pasara por calles cercanas casi al mismo tiempo que Martha Tabram, Mary Ann Nichols y posiblemente Annie Chapman fueron asesinadas. Los asesinatos de Elizabeth Stride y Catherine Eddowes en la misma noche (el llamado «Doble Evento»), tuvieron lugar más al sur y en las pocas horas de un domingo, probablemente el único día en que Cross no habría estado viajando de casa al trabajo.
Stride fue asesinada en las proximidades de la casa de su madre y en el área en la que creció; la localidad en la que Eddowes fue asesinada habría sido bien conocida por él, ya que estaba en la ruta lógica a Broad Street desde al menos una de sus direcciones anteriores. Mary Jane Kelly fue asesinada en un día festivo, cuando él pudo haber tenido el día libre, cerca de la ruta más septentrional hacia su trabajo y el marco de tiempo es reconciliable con su presunto viaje.